# Anca Barna
Anca Barna (ur. 14 maja 1977 w Klużu-Napoce) – niemiecka tenisistka pochodzenia rumuńskiego, reprezentantka Niemiec w Fed Cup.

## Kariera tenisowa
W 1991 roku po raz pierwszy w karierze zagrała w turnieju kwalifikacyjnym cyklu ITF, a w roku 1992 w turnieju głównym. W 1993 roku osiągnęła finał w portugalskim Vilamoura a pierwszy turniej wygrała w 1998 roku w Contamines-Montjoie we Francji. W sumie w rozgrywkach tej rangi wygrała dwa turnieje singlowe i dwa deblowe.
W rozgrywkach cyklu WTA Tour osiągnęła finał gry singlowej w Estoril w 2002 roku, przegrywając z Hiszpanką Magui Serną. W latach 2001 i 2002 została mistrzynią Niemiec w grze singlowej, a także w grze deblowej, z partnerką Grétą Arn w 2001 roku.
W latach 2002–2005 reprezentowała Niemcy w Fed Cup w meczach singlowych osiągając bilans trzech zwycięstw i trzech porażek.
Pomimo braku znaczących sukcesów w rozgrywkach WTA zdołała osiągnąć pierwszą pięćdziesiątkę światowego rankingu, plasując się na 46. miejscu w kwietniu 2004 roku.

### Wygrane turnieje singlowe rangi ITF
|    | Data       | Turniej             | Kat. | ($)    | Naw.   | Finalistka        | Wynik         |
| 1. | 02/08/1998 | Contamines-Montjoie | ITF  | 25 000 | twarda | Ljubomira Baczewa | 7:6, 6:1      |
| 2. | 05/11/2000 | Haywood             | ITF  | 25 000 | twarda | Dawn Buth         | 5:3, 4:2, 5:3 |